# Nasisi (stacja kolejowa)
Nasisi (wł. Stazione di Nasisi) – stacja kolejowa w Tarencie, w prowincji Tarent, w regionie Apulia, we Włoszech. 
Według klasyfikacji RFI ma kategorię brązową.

## Historia
Stacja została otwarta 25 stycznia 1916.
Pierwotnie obsługiwała wyłącznie ruchu towarowego. Od 1 lipca 1950 został otwarto stację pasażerską.

## Opis
Stacja obsługuje głównie pociągi regionalne między Tarentem i Brindisi. 

## Linie kolejowe
- Tarent – Brindisi